# Koninklijke Football Club Heidebloem Pulderbos
Koninklijke Football Club Heidebloem Pulderbos, kortweg KFC Pulderbos, is een Belgische voetbalclub uit Pulderbos.

## Historiek
De club ontstond in 1933 uit de fusie van twee vriendenclubjes en sloot zich aan bij de KBVB onder stamnummer 1792. In haar beginjaren speelde de club op een voetbalterrein tussen de Bessenlaan en de Kleine Heide. Later verhuisde de club naar de Lindelaan en vervolgens de Goormansstraat. In 1984 won de club de Beker van Antwerpen en in 1992 verhuisde de club naar de huidige locatie. In 1996 werd KFC Heidebloem Pulderbos kampioen in de 4e provinciale Antwerpen en werd er bijgevolg gepromoveerd. De club speelt al haar hele bestaan in de Antwerpse provinciale reeksen.
De clubkleuren zijn rood/geel en zwart.

## Palmares
- Winnaar Beker van Antwerpen: 1984
- Kampioen 4e provinciale Antwerpen: 1996